# Шнайдер, Наташа
Ната́ша Шна́йдер (англ. Natasha Shneider), настоящее имя Наталия Михайловна Шнайдерман, в замужестве Капустина, Наташа Капустин (англ. Natasha Kapustin) (22 мая 1956, Рига — 2 июля 2008, Лос-Анджелес) — советская и американская певица, клавишница, композитор и актриса кинематографа. 
В СССР получила неперсонифицируемую известность (имя было изъято из альбома цензурой в связи с эмиграцией в США) после записи песни «Из Сафо» для концептуального альбома Давида Тухманова «По волне моей памяти» (1976). В США участвовала во многих музыкальных проектах, в том числе в группах Black Russian (с эмигрировавшими вместе с ней первым мужем Сергеем Капустиным и братом Владимиром Шнайдером), Eleven (со вторым мужем Аланом Йоханнесом и экс-барабанщиком группы Red Hot Chili Peppers Джеком Айронсом), Queens of the Stone Age и др. В 1980-е годы пробовала себя как киноактриса; самая известная роль — космонавт Ирина Якунина в фильме «Космическая одиссея 2010» (1984). Шнайдер — автор саундтрека Who’s In Control для фильма-боевика «Женщина-кошка» (2004) и соавтор (с Аланом Йоханнесом) саундтрека Time for Miracles для фильма-катастрофы «2012» (2009) в исполнении Адама Ламберта.

## Биография
Наталия Шнайдерман родилась 22 мая 1956 года в Риге в семье баяниста Михаила Шнайдермана и исполнительницы романсов и русских народных песен Ларисы Чирковой. Выросла в Москве, где получила классическое музыкальное образование. Брат Наталии Владимир Шнайдерман был клавишником в вокально-инструментальном ансамбле «Поющие сердца». В достаточно молодом возрасте Наталия Шнайдерман начала петь в вокальном трио «Весна» в составе Государственного эстрадного оркестра «Современник» под управлением Анатолия Кролла, где кроме неё работали её муж Сергей Капустин (сама она выступала уже под фамилией мужа) и сестра мужа Вера Капустина. В этом же оркестре Наталия Капустина играла на фортепиано, а Сергей Капустин — на гитаре и перкуссии.
Трио «Весна», или, как его часто называли в профессиональной среде, трио Капустиных, записывало бэк-вокал для различных исполнителей. Игорь Иванов, который к этому времени уже работал с «Поющими сердцами», записывался и отдельно от ансамбля. С трио Капустиных в качестве бэк-вокалистов он записал свои сольные песни «Ты со мной» и «Ссора» авторства Анатолия Днепрова.

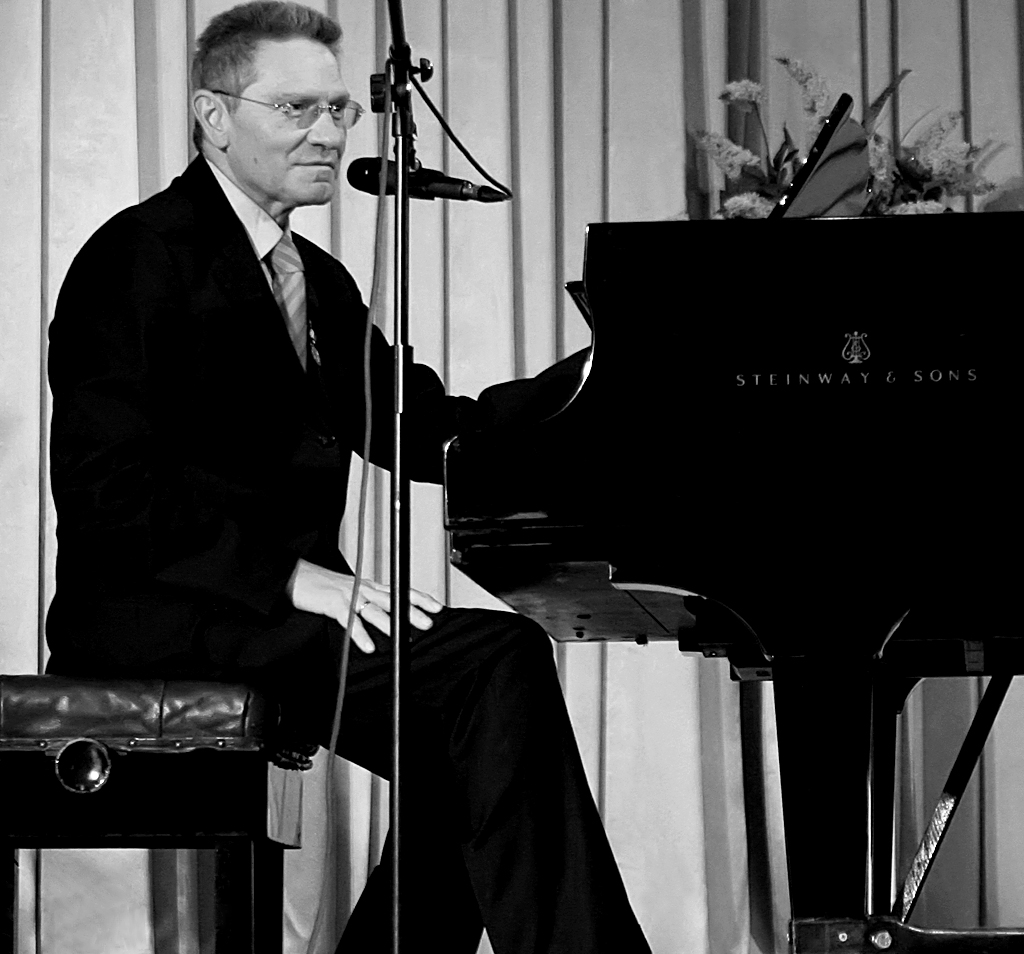
Давид Тухманов. 2007

В 1976 году, благодаря стечению обстоятельств, девятнадцатилетняя Наталия Капустина записала для концептуального альбома Давида Тухманова «По волне моей памяти» песню «Из Сафо». Жена Тухманова и фактический продюсер альбома Татьяна Сашко первоначально планировала записать эту песню с солисткой вокально-инструментального ансамбля «Акварели» Мариной Райковой, которая дружила семьями с Наталией Капустиной. Но у Райковой были длительные гастроли, и времени на запись не было. Тогда Сашко пригласила Капустину.
Гитарист Вячеслав Семёнов, работавший вместе с Капустиными в «Современнике», вспоминал, что после того как они подали документы на выезд в США, у них был «тяжёлый и долгий разговор с Анатолием Кроллом».
Перед самым отъездом Наталия Капустина (вокал), Сергей Капустин (бэк-вокал), Вера Капустина (бэк-вокал) и Владимир Шнайдерман (клавишные) с помощью Виктора Харакидзяна (бас-гитара), Александра Ольцмана (гитара) и приглашённых скрипачей и барабанщика записали в Доме звукозаписи (ДЗЗ) песню Get Somebody авторства Наталии Капустиной — для показа в США.

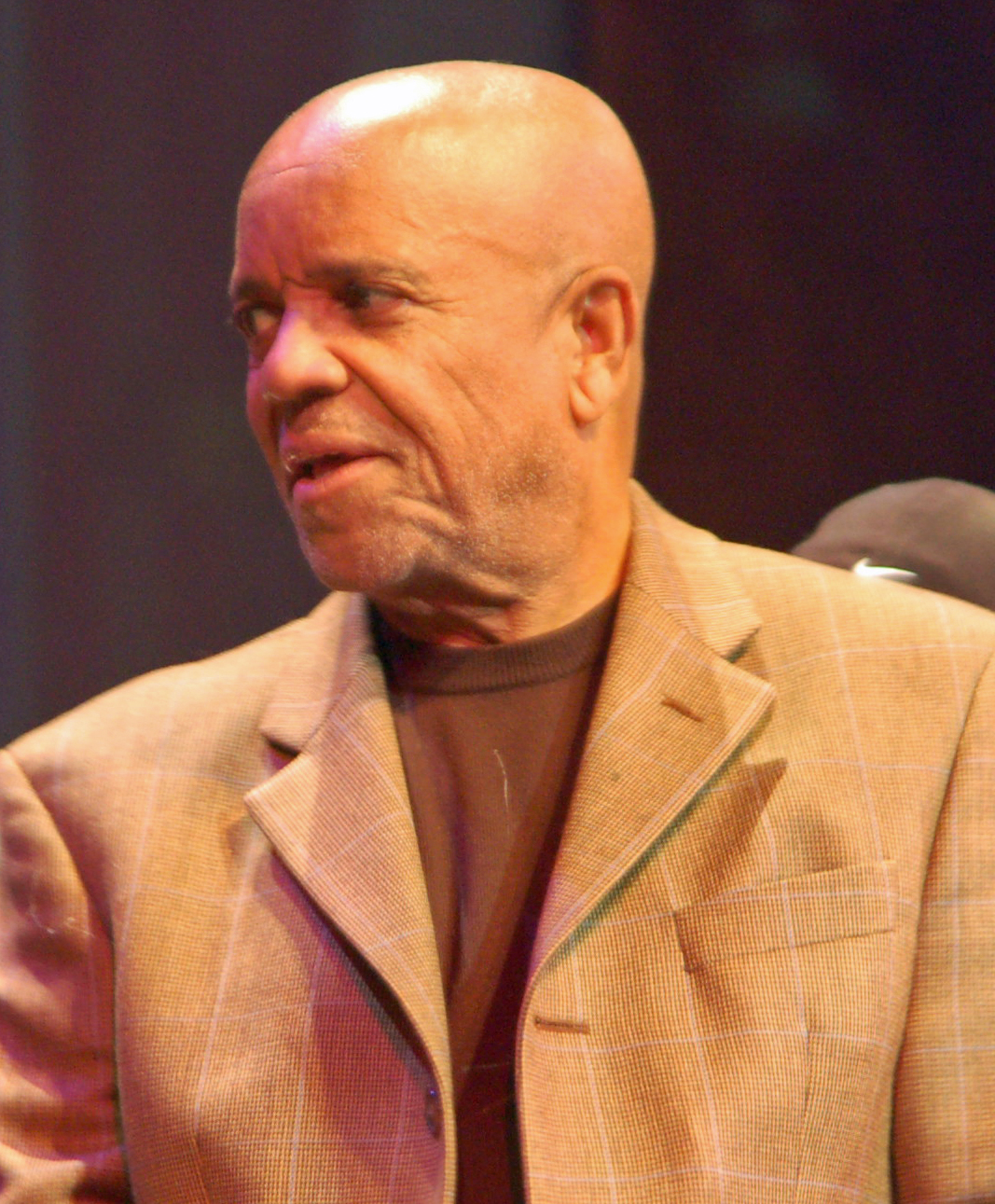
Берри Горди. 2010

В мае 1976 года Наталия Капустина, Сергей Капустин и Владимир Шнайдерман приехали в Нью-Йорк без денег и связей. Они нашли дневную работу, а по вечерам выступали по всему городу. В 1978 году они приехали в Голливуд, где встретились с главой Motown’s Studio Operations Гаем Костой, который, в свою очередь, представил их основателю Motown Records Берри Горди. Результатом встречи с Горди стало подписание контракта с лейблом, и это был первый случай подписания контракта русской группы со столь крупным лейблом в США. В июне 1980 года группа, получившая название Black Russian, выпустила одноимённый альбом в стиле ритм-н-блюз. Наталия Капустина в группе и на альбоме получила имя Наташа Капустин, а её брат Владимир Шнайдерман — Владимир Шнайдер. Альбом был хорошо принят журналом Billboard, особо выделившим песни Mystified, Leave Me Now (позже была выпущена в виде сингла), Emptiness, New York City и Love’s Enough. Альбом не имел коммерческого успеха, и группа Black Russian не получила продолжения. Наташа Капустин и Сергей Капустин, у которых в США родился сын Робин, развелись, и Наташа, вслед за братом, взяла себе псевдоним, образованный от девичьей фамилии Шнайдерман — Наташа Шнайдер.
В 1980-е годы Шнайдер пробовала себя как киноактриса; самые известные её роли — Ирина Якунина в фильме «Космическая одиссея 2010» (1984) и Ванда Якубовска в фильме Spiker (1986). В 1985 году сыграла в эпизоде сериала «Полиция Майами: Отдел нравов» (2-й сезон, серия 8) перебежчицу Лауру Грецки, бывшую актрису и агента КГБ; ее маленький сын сыграл ребенка героини от агента ЦРУ.

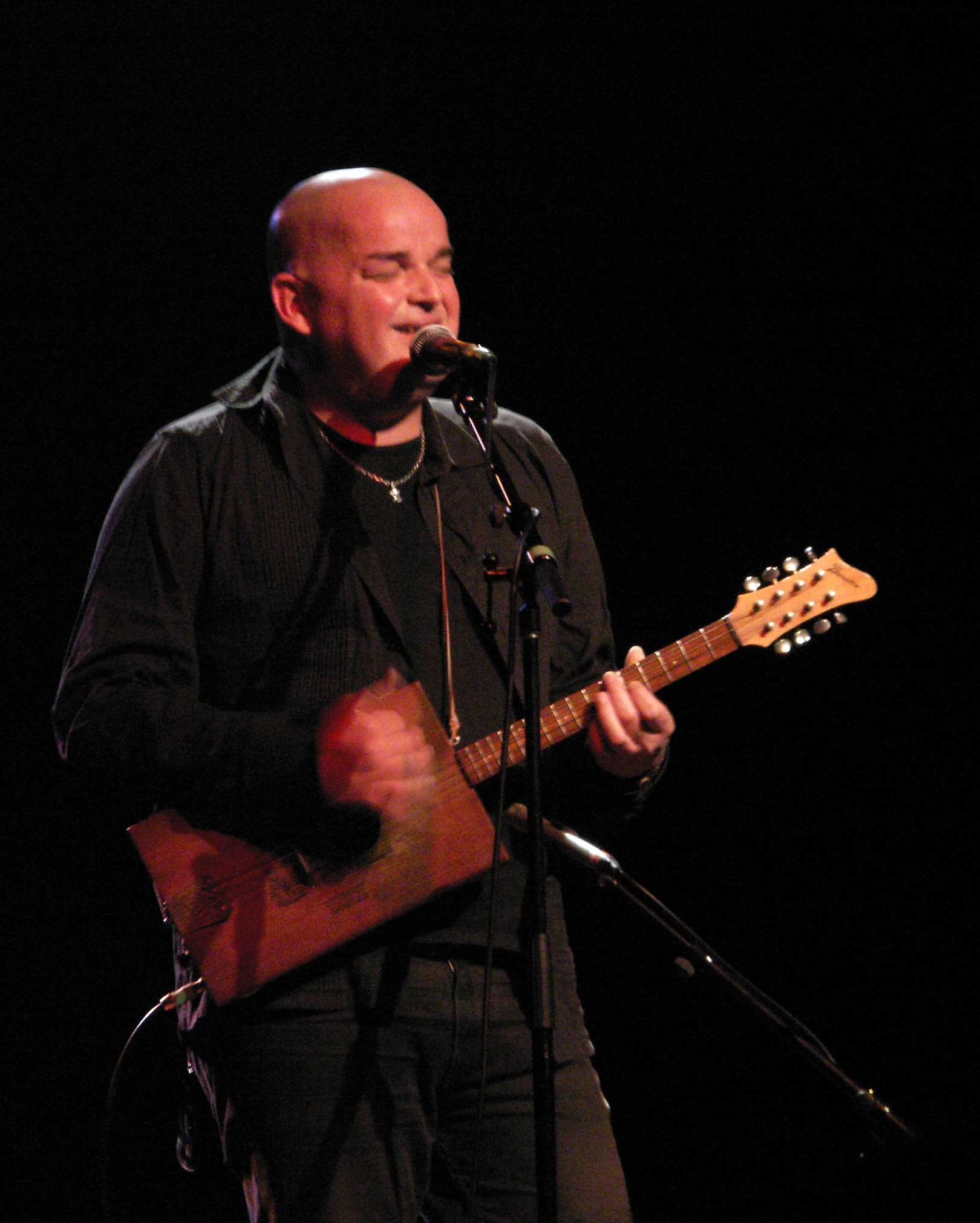
Алан Йоханнес. 2010

В 1987 году Шнайдер и её второй муж Алан Йоханнес выпустили сольный альбом Walk the Moon под лейблом MCA Records. В 1990 году к ним присоединился барабанщик Джек Айронс (экс-Red Hot Chili Peppers). Новообразованная группа получила название Eleven («Одиннадцать») и в том же году выпустила дебютный альбом Awake in a Dream. Всего Eleven выпустила пять альбомов. Запись третьего альбома Thunk в 1998 году проходила без Айронса, который стал играть с группой Pearl Jam, но к четвёртому альбому 2000 года Avantgardedog он вернулся.
Шнайдер и Йоханнес участвовали вместе с Джошем Хомме и другими музыкантами в седьмом и восьмом выпусках The Desert Sessions. В 1999 году они с Крисом Корнеллом записывали и продюсировали первый сольный альбом Корнелла Euphoria Morning. Альбом оказался коммерчески неуспешным, хотя сингл Can't Change Me был номинирован на Best Male Rock Vocal Performance в 2000 году на Grammy Awards. В 2002 году Шнайдер и Йоханнес участвовали в записи альбома Songs for the Deaf группы Queens of the Stone Age, а в 2005 году присоединились к гастрольному туру группы для поддержки альбома Lullabies to Paralyze (Йоханнес также участвовал в написании нескольких песен для этого альбома).
Автор трека Who’s In Control для фильма-боевика «Женщина-кошка» (2004) и соавтор (с Аланом Йоханнесом) Time for Miracles для фильма-катастрофы «2012» (2009) в исполнении Адама Ламберта.
Скончалась от рака 2 июля 2008 года в Лос-Анджелесе.

### Семья
Отец — Михаил Шнайдерман (1924—?), баянист. Мать — Лариса Чиркова (1924—2003), певица романсов и русских народных песен.
Брат — Владимир Шнайдер (англ. Vladimir Shneider), настоящее имя Владимир Михайлович Шнайдерман (1951—2012), советский и американский музыкант, пианист. Клавишник вокально-инструментального ансамбля «Поющие сердца», группы Black Russian, работал в оркестре Тома Джонса.
Первый муж — Сергей Капустин (англ. Serge Kapustin) (род. 1949), советский и американский музыкант. Сын — Робин Капустин (англ. Robin Kapustin) (род. 1976).
Второй муж — Алан Йоханнес (англ. Alain Johannes) (род. 1962), американский музыкант.

## Дискография
| № | Год  | Название             | Тип носителя | Лейбл                | Синглы к альбому                             | Примечания |
| - | ---- | -------------------- | ------------ | -------------------- | -------------------------------------------- | --- |
| 1 | 1976 | По волне моей памяти | LP           | Мелодия              |                                              | Концептуальный альбом Давида Тухманова, в котором Наталия Капустина (вокал) исполнила песню «Из Сафо». Бэк-вокал — трио «Весна» (Наталия Капустина — Сергей Капустин — Вера Капустина) в составе Государственного эстрадного оркестра «Современник» под управлением Анатолия Кролла. |
| 2 | 1980 | Black Russian        | LP           | Motown Records       | Leave Me Now                                 | Единственный альбом американской группы Black Russian (Наташа Капустин — Сергей Капустин — Владимир Шнайдер). |
| 3 | 1987 | Walk the Moon        | LP           | MCA Records          |                                              | Единственный альбом дуэта Walk the Moon (Алан Йоханнес и Наташа Шнайдер). |
| 4 | 1991 | Awake in a Dream     | LP           | Morgan Creek         | Vowel Movelment (1991), Rainbow’s End (1991) | Первый альбом группы Eleven (Алан Йоханнес — Наташа Шнайдер — Джек Айронс). |
| 5 | 1993 | Eleven               | LP           | Hollywood/Third Rail | Reach out (1992), All Together (1993)        | Второй альбом группы Eleven. |
| 6 | 1995 | Thunk                | LP           | Hollywood            | Why (1995), Tomorrow Speaks (1995)           | Третий альбом группы Eleven. Единственный альбом Eleven, записанный без Джека Айронса, который в это время играл в группе Pearl Jam, но затем вернулся. |
| 7 | 2000 | Avantgardedog        | LP           | A&M                  | All Fall Away/You’re Not Alone (1999)        | Четвёртый альбом группы Eleven. |
| 8 | 2003 | Howling Book         | LP           | Pollen               |                                              | Пятый и последний альбом группы Eleven. |

## Фильмография
| Год  |   | Русское название                             | Оригинальное название                             | Роль            |
| ---- | - | -------------------------------------------- | ------------------------------------------------- | --------------- |
| 1983 | с | Блюз Хилл-стрит эпизод «Русские идут»        | Hill Street Blues episode The Russians Are Coming | Людмила Мороз   |
| 1984 | ф | Космическая одиссея 2010                     | 2010: The Year We Make Contact                    | Ирина Якунина   |
| 1985 | с | Полиция Майами. Отдел нравов эпизод «Бусидо» | Miami Vice episode Bushido                        | Лора Грецки     |
| 1986 | ф |                                              | Spiker                                            | Ванда Якубовска |

## Память
- 16 августа 2008 года группа Queens of the Stone Age провела в Театре Генри Фонда в Лос-Анджелесе концерт, посвящённый Наташе Шнайдер. В концерте также приняли участие Алан Йоханнес, группа Tenacious D, Мэтт Кэмерон, Броди Даль, Джесси Хьюз, Крис Госс, Пи Джей Харви. Вся выручка от концерта пошла на покрытие расходов, связанных с болезнью Наташи Шнайдер.
- Памяти Наташи Шнайдер ретроспективно посвящена[источник не указан 1311 дней] песня группы «Машина времени» в исполнении Евгения Маргулиса «Новая весна тебя убьёт» (музыка Евгения Маргулиса и Александра Кутикова, слова Андрея Макаревича и Владимира Матецкого), записанная осенью 2006 года (примерно за полтора года до смерти Шнайдер) и изданная в марте 2007 года на альбоме Time Machine.

## Комментарии
1. ↑  По свидетельству самой Марины Райковой (Румянцевой), которое ни подтверждали, ни опровергали другие участники этого события — Давид Тухманов, Татьяна Сашко, Наташа Шнайдер.
2. ↑  Запись песни сохранилась.
3. ↑  Указаны годы выхода альбомов, а не годы их записи и сведения.
4. ↑  Снималась вместе с сыном Робином Капустиным в роли Марти Грецки.